# Bartosz Wuszter
Bartosz Wuszter (ur. 6 sierpnia 1977 w Płocku) – polski piłkarz ręczny grający na pozycji kołowego, zawodnik Warmii Anders Group Społem Olsztyn, były reprezentant Polski. Jest wychowankiem Wisły Płock (obecnie Orlenu Wisły), w której debiutował w 1996. W latach 2000–2002 był zawodnikiem Zagłębia Lubin. W Wiśle Płock występował do końca sezonu 2009/2010. Potem przez rok grał w Piotrkowianinie Piotrków Trybunalski. Od sezonu 2011/2012 reprezentuje barwy Warmii Anders Group Społem Olsztyn.

## Osiągnięcia
- Mistrzostwo Polski: 2004, 2005, 2006, 2008
- Wicemistrzostwo Polski: 1997, 1999, 2000, 2001, 2003, 2007, 2009
- Trzecie miejsce w mistrzostwach Polski: 1998
- Puchar Polski: 1997, 1998, 1999, 2005, 2007, 2008

## Mecze w Wiśle Płock
- sezon 2002/2003 – 32 mecze/82 bramki
- sezon 2003/2004 – 30 meczów/137 bramek
- sezon 2004/2005 – 22 mecze/33 bramki
- sezon 2005/2006 – 33 mecze/148 bramek
- sezon 2006/2007 – 7 meczów/24 bramki
- sezon 2007/2008 – 33 mecze/120 bramek
- sezon 2008/2009 – 33 mecze/149 bramek
- łącznie – 191 meczów/693 bramki